# Григор'єв Михайло Петрович
Михайло Петрович Григор'єв (рос. Михаил Петрович Григорьев; 1 лютого 1991, м. Тюмень, СРСР) — російський хокеїст, захисник. Виступає за «Торпедо» (Нижній Новгород) у Континентальній хокейній лізі. Кандидат в майстри спорту.
Вихованець хокейної школи «Газовик» (Тюмень). Виступав за ХК «Атлант», «Нафтовик» (Леніногорськ), «Южний Урал» (Орськ), «Салават Юлаєв» (Уфа), «Толпар» (Уфа), «Торос» (Нефтекамськ), «Барис» (Астана).
Досягнення
- Володар Кубка Гагаріна (2011).